# Touques (Calvados)
Touques település Franciaországban, Calvados megyében. Lakosainak száma 3857 fő (2022. január 1.). Touques Bonneville-sur-Touques, Deauville, Saint-Arnoult, Saint-Gatien-des-Bois és Trouville-sur-Mer községekkel határos.

## Népesség
A település népessége az elmúlt években az alábbi módon változott:
| Lakosok száma | 1587 | 2237 | 3500 | 3995 | 3861 | 3802 | 3793 | 3676 | 3744 | 3857 |
|               | 1968 | 1982 | 1999 | 2010 | 2013 | 2014 | 2016 | 2018 | 2020 | 2022 |